# アイシーエフ (京都府)
アイシーエフ株式会社は、かつて京都府京都市中京区にあった半導体製造機器メーカーである。

## 概要
半導体洗浄装置を主力商品としていた。2005年に分社したうえでエスペックに売却したが、同社が2年後の2007年に解散したことから改めて同事業に参入していた。しかし2008年の世界同時不況で、顧客である半導体メーカーが投資を抑制したことから業績が悪化、2009年5月25日に破産となった。
プローブカード事業も手がけていたが、すでに売却されている。

## 沿革
- 1999年4月30日 - 京都府久御山町にてセファマイクロテック株式会社設立。
- 2000年2月 - 京都市南区上鳥羽に本社移転、株式会社エスエムティーに商号変更。
- 2002年8月3日 - 京都市南区久世大薮町の大日本スクリーン製造工場跡[3]に本社移転、現商号に変更。
- 2003年9月 - 株式会社イーエスジェーからプローブカード事業を譲り受ける。
- 2005年10月3日 - 半導体洗浄機器事業をエスペックICF株式会社として分社し、同時にエスペックに売却（2008年に清算済み）。
- 2008年3月3日 - 本社を現在地に移転。
- 2008年12月31日 - 全従業員を解雇。
- 2009年1月5日 - 事業停止。事後処理を弁護士に一任。
- 2009年5月25日 - 破産手続開始決定。
- 2010年4月24日 - 費用不足のため破産廃止、法人格消滅。